# Castelliri
Castelliri är en ort och kommun i provinsen Frosinone i regionen Lazio i Italien. Kommunen hade 3 391 invånare (2018).